# Santa Maria Hill
Santa Maria Hill ist ein Hügel der Insel Antigua, im Inselstaat Antigua und Barbuda.

## Geographie
Der Hügel erreicht eine Höhe von knapp 100 m. Er liegt im Norden der Insel, im Süden von Cedar Grove.